# Peyronellaea obtusa
Peyronellaea obtusa (Fuckel) Aveskamp, Gruyter & Verkley – gatunek grzybów z klasy Dothideomycetes. Saprotrof i pasożyt wielu rodzajów roślin.

## Systematyka i nazewnictwo
Pozycja w klasyfikacji według Index Fungorum: Peyronellaea, Didymellaceae, Pleosporales, Pleosporomycetidae, Dothideomycetes, Pezizomycotina, Ascomycota, Fungi.
Po raz pierwszy opisał go w 1869 r. Leopold Fuckel nadając mu nazwę Phoma obtusa. Obecną, uznaną przez Index Fungorum nazwę nadali mu w 2010 r. Maikel M. Aveskamp, Johannes de Gruyter i Gerard J.M. Verkley.
Ma 24 synonimy. Niektóre z nich:
- Botryosphaeria obtusa (Schwein.) Shoemaker 1964
- Physalospora obtusa (Schwein.) Cooke 1892[3]

## Charakterystyka
Jest szeroko rozpowszechniony w klimacie umiarkowanym. Występuje w Europie, Afryce Południowej, Ameryce Północnej i Południowej, Indiach, Japonii, na Nowej Gwinei, w Australii Zachodniej, Tasmanii, Nowej Zelandii. Zidentyfikowano go na wielu rodzajach roślin: jabłoń (Malus), winorośl (Vitis), klon (Acer), olsza (Alnus), migdałowiec (Amygdalus), bylica (Artemisia), brzoza (Betula), cytrus (Citrus), głóg (Crataegus), cyprys (Cupressus), hurma (Diospyros), nieśplik (Eriobotrya), orzesznik (Hicoria), jałowiec (Juniperus), ambrowiec (Liquidambar), tulipanowiec (Liriodendron), puteria (Lucuma), magnolia (Magnolia), melia (Melia), Nannorrhops, oleander (Nerium), sosna (Pinus), platan (Platanus), śliwa (Prunus), robinia (Robinia), jeżyna (Rubus), wierzba (Salix), sasafras (Sassafras), teczyna (Tectona), wiąz (Ulmus), kalina (Viburnum), juka (Yucca).
Pyknidia w postaci ciemnobrunatnych lub czarnych grudek o średnicy 0,2–0,28 mm. Źródłem infekcji pierwotnej są wytwarzane w nich jajowate lub owalne konidia, przeważnie jednokomórkowe, rzadziej dwukomórkowe, brunatne, o wymiarach 22–32 × 10–14 µm. Wnikają do rośliny tylko przez rany. Grzyb może zimować na zmumifikowanych owocach, rakach, martwych gałązkach i żywicielach wtórnych. Konidia i askospory są w większości przenoszone przez rozbryzgi deszczu i być może przez owady. Na uwalnianie zarodników wpływa wilgotność względna i temperatura, a ich rozprzestrzenianie jest stymulowane przez nocny deszcz.
Wśród roślin uprawnych w Polsce wywołuje chorobę czarny rak jabłoni.